# 広島市立三和中学校
広島市立三和中学校（ひろしましりつさんわちゅうがっこう）は、広島県広島市佐伯区利松三丁目にある公立中学校。

## 沿革
- 1947年（昭和22年）4月1日 - 広島県佐伯郡八幡・石内・河内3か村学校組合八幡中学校設立
- 1948年（昭和23年）2月19日 - 広島県佐伯郡学校組合立三和中学校と改称
- 1955年（昭和30年）4月1日 - 町村合併により、五日市町立三和中学校と改称
- 1982年（昭和57年）4月1日 - 五日市町立五月が丘中学校を分離開校
- 1985年（昭和60年）3月20日 - 広島市との合併により、広島市立三和中学校と改称
- 1985年（昭和60年）4月1日 - 広島市立美鈴が丘中学校を分離開校
- 1987年（昭和62年）4月1日 - 広島市立城山中学校を分離開校

## 校区
- 広島市立石内小学校の校区[2]
  - 五日市町大字石内（藤の木小学校と五月が丘中学校の学区分を除く）、石内南一丁目、石内南二丁目、石内南三丁目、 石内南四丁目、石内南五丁目
- 広島市立藤の木小学校の校区
  - 五日市町大字石内、五日市町大字上小深川、五日市町大字藤の木、藤の木一丁目〜藤の木四丁目
- 広島市立河内小学校の校区  
  - 五日市町大字上小深川（藤の木学区分を除く）、五日市町大字下小深川、五日市町大字上河内、五日市町大字下河内
- 広島市立彩が丘小学校の校区
  - 河内南一丁目、河内南二丁目
- 広島市立八幡東小学校の校区
  - 五日市町大字利松、五日市町大字口和田、五日市町大字高井、五日市町大字中地、利松一丁目〜利松三丁目、八幡東一丁目〜八幡東四丁目

## 部活動

### 運動部
- 野球部
- サッカー部
- 陸上部
- ソフトボール部
- ソフトテニス部（男子・女子）
- バスケットボール部（男子・女子）
- バレーボール部
- バドミントン部
- 卓球部
- 柔道部
- 剣道部

### 文化部
- 吹奏楽部
- 演劇部
- 美術部
- 放送部
- 技術部

## アクセス
学校近くの三和橋周辺に広電バスの「三和中学入口」バス停がある。
- 1号線：五日市駅北口 - 岡の下橋 - 八幡学校 - 三和中学入口 - 彩が丘団地方面 / 藤の木団地方面
- 4 湯来線：五日市駅南口 - 佐伯区役所前 - 楽々園 - 広島工大入口 - 岡の下橋 - 八幡学校 - 三和中学入口 - 湯来川角 - （杉並台） - 湯来ロッジ前
- 54 西広島バイパス線（市役所前・美鈴が丘経由）：広島バスセンター - 市役所前 - 古江 - 美鈴モール前 - 三和中学入口 - 彩が丘団地・藤の木団地方面
- 55 西広島バイパス線（市役所前・鈴が台経由）：広島バスセンター - 市役所前 - 古江 - 鈴が峰住宅 - 八幡学校 - 三和中学入口 - 彩が丘団地方面 / 藤の木団地方面

## 著名な出身者
- 左山桃子（女子サッカー選手：サンフレッチェ広島レジーナ）
- 有原航平（プロ野球選手：福岡ソフトバンクホークス）
- 名原典彦（プロ野球選手：広島東洋カープ）
- 小山田浩子（小説家）
- 金本望（元バレーボール選手：トヨタ車体クインシーズ）
- 住谷綾香（フリーアナウンサー）

## 著名な教員
- 児玉辰春（児童文学作家） - 教員生活最後の中学校。